# Dinetus psammophilus
Dinetus psammophilus (лат.) — вид песочных ос (Crabronidae) рода Dinetus из подсемейства Dinetinae (ранее в Astatinae). Казахстан, Туркменистан, Узбекистан.

## Описание
Мелкие осы (самки 5,0 — 7,7 мм, самцы 3,8 — 4,5 мм) чёрного цвета с жёлтыми отметинами. От близких видов (D. vanharteni) отличается следующими признаками: проподеум жёлтый с чёрными боковыми краями; первый тергит бледно-желтый. Мезоплевры бледно-желтые. Лоб и темя с торчащими щетинками, длина которых не превышает диаметра переднего глазка, или без длинных торчащих щетинок. Скутум без длинных торчащих щетинок, всегда покрыт густым серебристым опушением, маскирующим скульптуру. Глаза не соприкасаются друг с другом, но соприкасаются с основанием мандибул. Жвалы с выемкой внизу. В передних крыльях 2 субмаргинальные ячейки. Вид был впервые описан в 1977 году советским энтомологом Владимиром Лонгиновичем Казенасом (Алма-Ата), а его валидный статус подтверждён в ходе ревизии, проведённой в 2021 году немецким гименоптерологом Hans-Joachim Jacobs (Senckenberg Deutsches Entomologisches Institut, Мюнхеберг, Германия).
Охотится на клопов (Heteroptera) из семейств Nabidae и Miridae и цикадок (Cicadellidae, Cicadinea), которых запасают для своего потомства в подземных гнёздах в пустынных регионах (в том числе, Каракумы, Кызылкумы). Процесс постройки и запасания провизии идёт от 4 до 10 суток. Самки ночуют в гнёздах, закрывая вход в него изнутри. Вертикальная галерея (диаметром до 2,5 мм) идёт к четырём ячейкам на глубину до 40 см.